# Debrecen
Debrecen (ungerskt uttal: [ˈdɛbrɛtsɛn]

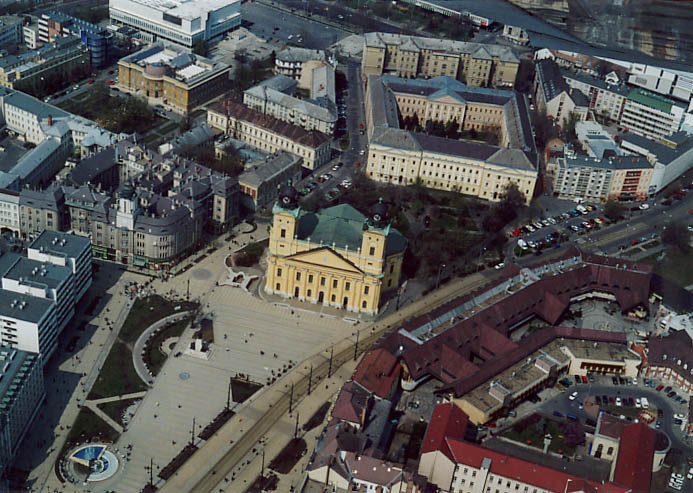
Flygbild över Debrecen

 ( lyssna)) är en stad i östra Ungern, cirka 220 km öster om Ungerns huvudstad Budapest och 35 km från gränsen till Rumänien. Den har cirka 211 000 invånare (2011), vilket gör den till Ungerns näst största stad. Debrecen är huvudort i provinsen Hajdú-Bihar och i regionen Észak-Alföld (Norra Slättlandet).
Debrecen utgör östra Ungerns centrum för kultur, religion och utbildning.

## Namn
Debrecen förekommer i historiskt dokument för första gången 1235 som Debrezun, 1271 kallas staden för Dubrychyn och under 1200-talets sista år kallas staden Debruchun.
Stadens namn på andra språk: 
- Rumänska: Debreţin
- Serbiska: Debrecin
- Slovakiska: Debrecín
- Tyska: Debrezin
- Polska: Debreczyn

## Historia
Debrecen anses ha grundats efter Mongolväldets invasion av Ungern under 1200-talet. Kung Ludvig den store gav Debrecen stadsprivilegier 1361. Debrecen blev en del av Furstendömet Transsylvanien under 1500-talet efter det Osmanska riket invaderat Kungariket Ungern. Efter Österrikes erövring av Ungern under 1600-talet fick Debrecen privilegier som en av Ungerns kungliga fria städer (ungerska: Szabad királyi város) den 11 april 1693. Under den ungerska revolutionen 1848–1849 användes Debrecen som huvudstad för de ungerska revolutionärerna. Debrecen fick järnvägsförbindelse 1857 och blev snabbt ett nav för östra Ungerns järnvägsnät.
Debrecen intogs av sovjetiska styrkor den 20 oktober 1944 och blev provisoriskt säte för den nya kommunistiska regimen i Ungern.

### Judar i Debrecen

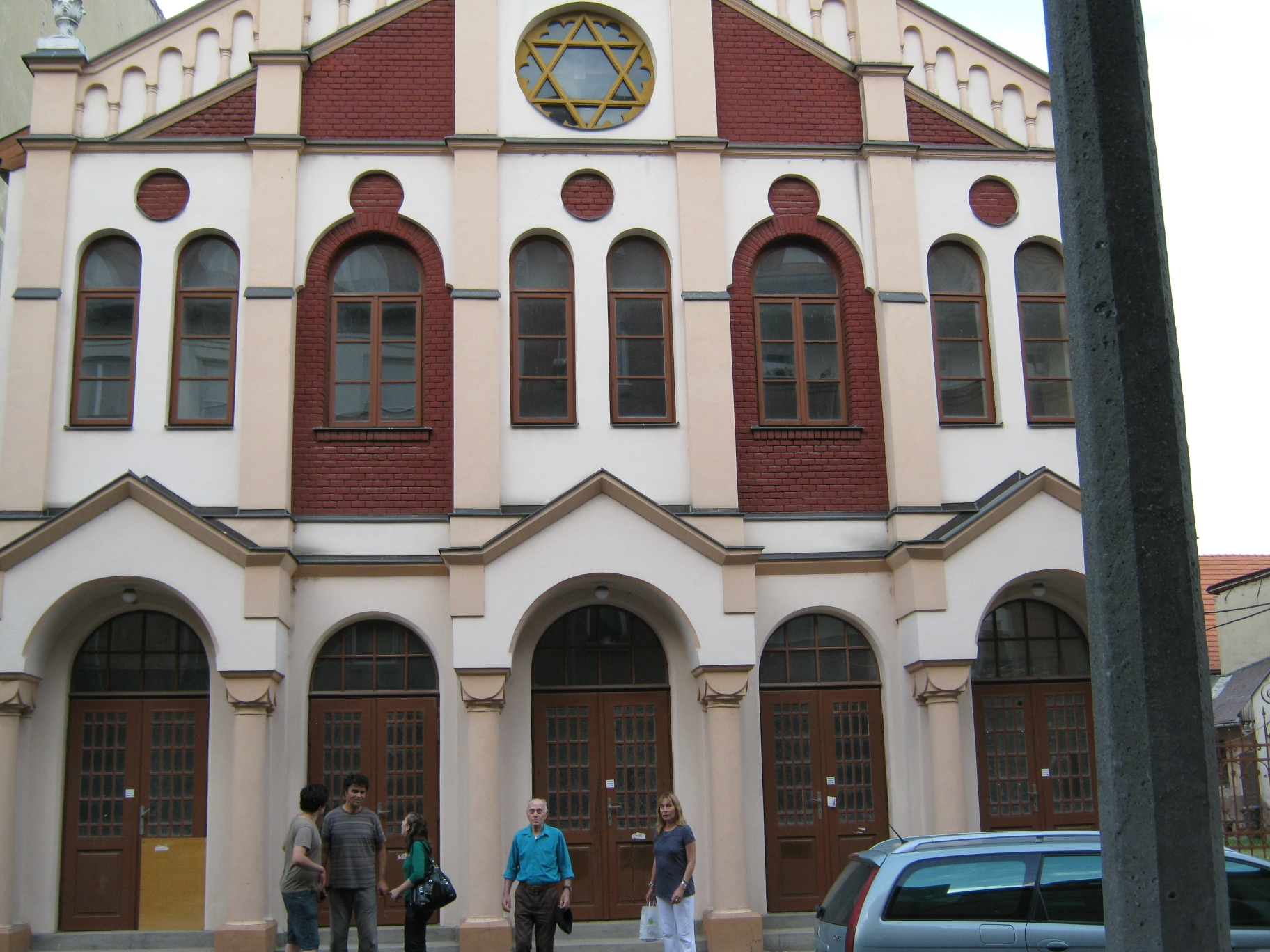
Synagoga i Debrecen.

Judar fick tillåtelse att bosätta sig i Debrecen 1840, och 1848 utgjorde deras antal 118 personer. 1863 fick judarna rätten att köpa mark och egendom i staden. 1880 utgjorde den judiska befolkningen 3 089, vilket ökade till 10 170 (10 % av stadens befolkning) år 1920. Folkräkningen 1930 visade en judisk befolkning på 10 044 personer och år 1940 beräknades den judiska befolkningen till cirka 12 000. Under sensommaren och hösten 1941 minskades den judiska befolkningen till 9 142 efter deporteringen av judar av polsk och galizisk härkomst till Ukraina. Många av de deporterade mördades när de nådde Kamjanets-Podilskyj i södra Ukraina.
Under sommaren 1939 hade en del judar skickats till så kallade Munkaszolgalat, ungerska arbetsbataljoner, där deras uppgifter var att röja minor. 1942 utvisades fler judar från Debrecen för att bli en del av arbetsbataljonerna. Den 30 mars 1944 tog nazityska styrkor kontroll över Debrecen och påbörjade ett förtryck av det lokala judiska samhällslivet. Den sista mars utfärdades ett dekret om att samtliga judar skulle bära en gul Davidsstjärna (en så kallad Judestjärna) och under början av april beslagtogs judarnas bilar och deras telefoner kopplades ur. Drygt 300 av de mest framträdande judarna fängslades och den 21 april 1944 stängdes samtliga judiska affärer i staden. Veckan därefter brändes böcker som ansågs judiska eller alltför liberala. Den 28 april 1944 utfärdades en befallning av borgmästare Sandor Kolcsey om bildandet av Debrecens ghetto. Eftersom Kolcsey motsatte sig bildandet av ghettot blev han ersatt som borgmästare.
Den 9 maj 1944 var gränserna för ghettot färdiga och den judiska befolkningen befalldes att bygga den 2,7 meter höga muren som avskiljde ghettot från resten av staden. Den 15 maj 1944 förklarades ghettot som färdigt. Den lokala ungerska polisen vaktade ghettot, och den judiska polisen bildad i mars 1944 fick befallningen att hålla ordningen inom ghettot, samt att överlämna judar till tyska och ungerska myndigheter om de önskade förhöra dem. Varje person i ghettot gavs 4 kvadratmeter som utrymme, vilket betydde att varje rum oftast innehöll minst en familj. Samtliga in- och utgångar ur ghettot stängdes den 7 juni 1944 och likvideringen av ghettot påbörjades den 21 juni 1944, då samtliga av ghettots judar samt judar från närliggande byar, totalt 13 084 stycken, samlades vid Debrecens tegelverk där de fick avlämna samtliga värdefulla ägodelar. 6 841 judar skickades till Strasshof i Österrike för straffarbete medan resten av judarna (förutom ett mindre antal som lyckades fly till säkerhet i Budapest och Schweiz) skickades till koncentrationslägret Auschwitz, vilket de nådde den 3 juli 1944 där de mördades i lägrets gaskammare. 233 av judarna som skulle skickas till Strasshof hamnade på ett sidospår och sköts i maj 1945 av SS-män i Bratislava.
Drygt 4 000 av gruppen som skickades till Strasshof undvek utrotning och överlevde kriget. Debrecen hade 1946 en judisk befolkning på 4 640 personer, och två synagogor. Den judiska befolkningen hade minskat till 1 200 personer 1970.

## Demografi

### Språk
Enligt folkräkningarna 1900 och 1910 fördelade sig Debrecens befolkning på detta sätt, avseende på språk:
| Språk                | Talare 1900 | % 1900  | Talare 1910 | % 1910  |
| -------------------- | ----------- | ------- | ----------- | ------- |
| Hela befolkningen    | 75 006      | 100,0 % | 92 729      | 100,0 % |
| Ungerska             | 73 641      | 98,2 %  | 91 305      | 98,5 %  |
| Tyska                | 801         | 1,1 %   | 695         | 0,7 %   |
| Rumänska             | 202         | 0,3 %   | 286         | 0,3 %   |
| Slovakiska           | 105         | 0,1 %   | 82          | 0,1 %   |
| Kroatiska            | 22          | 0,0 %   | 20          | 0,0 %   |
| Rutenska (Ukrainska) | 16          | 0,0 %   | 21          | 0,0 %   |
| Serbiska             | 16          | 0,0 %   | 72          | 0,1 %   |
| Övriga               | 203         | 0,3 %   | 248         | 0,3 %   |

### Religion

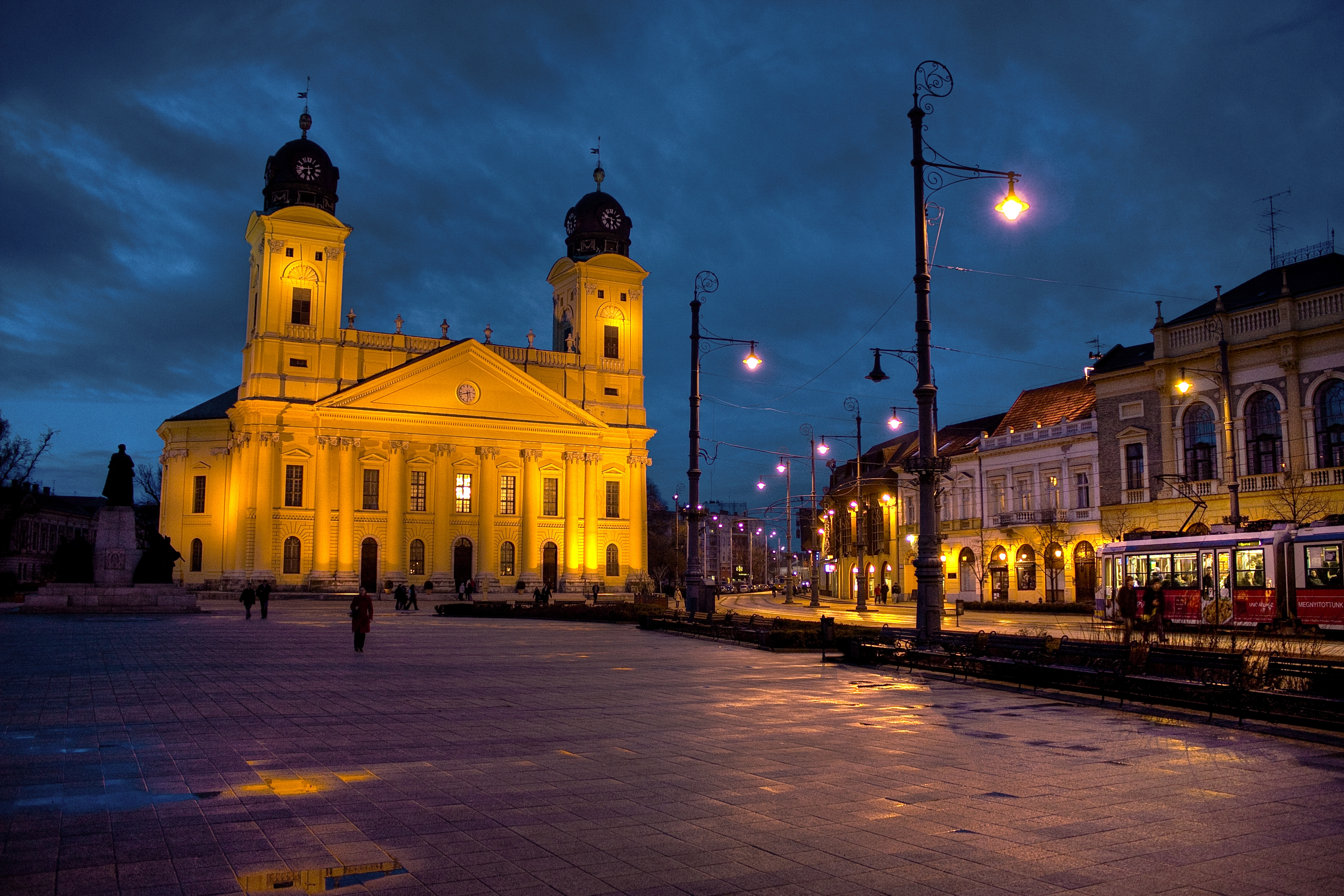
Reformerta storkyrkan i Debrecen, Nagytemplom.

Enligt folkräkningarna 1900 och 1910 fördelade sig Debrecens befolkning på detta sätt, avseende på religion:
| Religion           | Antal 1900 | % 1900  | Antal 1910 | % 1910  |
| ------------------ | ---------- | ------- | ---------- | ------- |
| Hela befolkningen  | 75 006     | 100,0 % | 92 729     | 100,0 % |
| Kalvinism          | 52 282     | 69,7 %  | 63 318     | 68,3 %  |
| Romersk katolicism | 13 258     | 17,7 %  | 16 584     | 17,9 %  |
| Judendom           | 6 192      | 8,3 %   | 8 406      | 9,1 %   |
| Katolska östkyrkor | 2 023      | 2,7 %   | 2 655      | 2,9 %   |
| Lutherdom          | 1 009      | 1,3 %   | 1 274      | 1,4 %   |
| Ortodox            | 171        | 0,2 %   | 386        | 0,4 %   |
| Unitarism          | 43         | 0,1 %   | 54         | 0,1 %   |
| Övriga             | 28         | 0,0 %   | 51         | 0,1 %   |

### Kalvinism
Staden har kallats Kalvinisternas Rom på grund av reformationens utbredning österut under 1500-talet och 1600-talet. Det var studenter från ungersktalande områden ifrån Karpaterbäckenet som vandrade västerut till olika universitet och tog med sig kalvinismen tillbaka. Stadens kyrka, Storkyrkan, från början av 1900-talet har varit det religiösa centret för kalvinisterna i området.  I Debrecen slog kalvinismen snabbt rot och i och med den nya religionen började stadens kulturliv blomstra. Undervisningen på modersmålet kom igång vid denna tid i stadens största och anrikaste skola: Református Collegium (Kalvinistreformerta kollegiet, grundat 1538), som byggdes på den redan tidigare existerande humanistskolan. Både präster och en betydande andel av den ungerska litterära eliten hade studerat i Kollegiet under århundradens lopp. I skolan bedrivs fortfarande undervisning.

## Utbildning
Debrecen är hemort för ett av Ungerns äldsta och största universitet, Debrecens universitet grundat 1538, vars huvudbyggnad är känt för sin arkitektur. Universitetet har många fakulteter och är ett stort framstående forskningscentrum i Europa och har drygt 30 000 studenter.

## Sport
Fotbollsklubben Debreceni VSC, bildad 12 mars 1902, kommer från Debrecen och blev ungerska mästare 2005, 2006, 2007, 2009, 2010, 2012 och 2014. Debreceni VSC deltog i gruppspelet i Uefa Champions League 2009/2010.

## Kommunikationer
Kollektivtrafiken i staden sköts av DKV Zrt. och Hajdú Volán, där Hajdú Volán endast har hand om busstrafiken och DKV sköter spårvagns- och trådbusslinjerna.

## Vänorter
Debrecen har följande vänorter:
- Sjumen, Bulgarien
- Jyväskylä, Finland
- Rishon LeZion, Israel
- Cattolica, Italien
- Tongliao, Kina
- Klaipėda, Litauen
- Lublin, Polen
- Setúbal, Portugal
- Oradea, Rumänien
- Sankt Petersburg, Ryssland
- Taitung City, Taiwan
- Paderborn, Tyskland
- New Brunswick, USA